# Eric Bernotas
Eric A. Bernotas (ur. 5 sierpnia 1971 w West Chester) – amerykański skeletonista, trzykrotny medalista mistrzostw świata.

## Kariera
W 2007 roku zdobył srebrny medal podczas mistrzostw świata w Sankt Moritz, przegrywając tylko z Gregorem Stählim ze Szwajcarii. Na tej samej imprezie zdobył też srebro w zawodach drużynowych. Drugie miejsce w drużynie zajął też na rozgrywanych dwa lata później mistrzostwach świata w Lake Placid. W sezonie 2006/2007 zajął drugie miejsce w klasyfikacji generalnej Pucharu Świata, ulegając jedynie swemu rodakowi, Zachowi Lundowi. Zajął także trzecie miejsce w sezonie 2005/2006, plasując się za Kanadyjczykiem Jeffem Painem i Gregorem Stählim.
Startował na igrzyskach w Turynie, zajmując 6. miejsce. Startował też na igrzyskach w Vancouver, gdzie zajął 14. miejsce.